# 辛菲羅波爾車站
辛菲洛普車站（羅馬化：Simferopol-Pasazhyrskyi，羅馬化：Simferopol-Passazhirskiy）是克里米亞共和國（烏克蘭法理領土，實質由俄羅斯管治）首府辛菲洛普唯一的鐵路車站。
現今的車站大樓由著名的蘇聯建築師阿列克謝·杜甚金於1951年設計，並於2000年進行了翻新。